# Autazes (ort)
Autazes är en ort i norra Brasilien och tillhör delstaten Amazonas. Den är centralort i en kommun med samma namn och folkmängden uppgick till cirka 13 000 invånare vid folkräkningen 2010.